# Giovanni Battista Vivaldi
Giovanni Battista Vivaldi (* 1655 in Brescia; † 14. Mai 1736 in Venedig) war ein Violinist des Barock und der Vater von Antonio Vivaldi.
Nach dem Tod seines Vaters um 1665 zog Giovanni Battista mit seiner Mutter und seinen Geschwistern von Brescia nach Venedig um. Hier arbeitete er zunächst als Barbier und wurde später Violinist. Im Jahr 1676 heiratete er Camilla Calicchio, die Tochter eines Schneiders, mit der er zehn Kinder hatte, darunter Antonio als den ältesten Sohn. Das älteste der Mädchen, Gabriela Antonia, verstarb noch im Säuglingsalter.
1685 wurde Giovanni Battista Vivaldi Mitglied der Kapelle von San Marco, wo er den Beinamen „Rosso“ vermutlich wegen seiner roten Haare erhielt (sein Sohn Antonio erbte die Haarfarbe). Im selben Jahr war er Gründungsmitglied der Musikervereinigung Sovvegno dei musicisti di Santa Cecilia.
Er war als Musiker sehr anerkannt, seinem Namen begegnet man in den Führern von Vincenzo Coronelli über Jahre neben seinem berühmten Sohn, den er förderte und unterstützte. Am 30. September 1729 erhielt er die Erlaubnis, sein Amt an San Marco für ein Jahr ruhen zu lassen, um seinen Sohn nach Deutschland zu begleiten. Für seinen Sohn sowie für Georg Philipp Telemann war er auch als Kopist tätig.
Er war möglicherweise auch als Komponist tätig. Ihm wird die unter dem Pseudonym Giovanni Battista Rossi aufgeführte Oper La fedeltà sfortunata (1688) zugeschrieben.
Der Violinist Martino Bitti war einer seiner Schüler.